# Монотерміт
Монотерміт (рос. монотермит; англ. monothermite; нім. Monothermit m) — тонкодисперсна гідрослюда з Часів'ярського родовища вогнетривких глин, Часів Яр, (Донбас, Україна). Маловивчена.